# سلیمان توران
سلیمان توران (ترکی استانبولی: Süleyman Turan؛ زادهٔ ۱۹ نوامبر ۱۹۳۶) هنرپیشه و نقاش اهل ترکیه بود.
از فیلم‌ها یا برنامه‌های تلویزیونی که وی در آن نقش داشته‌است می‌توان به برای عشق و افتخار اشاره کرد.